# Konanatali, Ranibennur
Konanatali là một làng thuộc tehsil Ranibennur, huyện Haveri, bang Karnataka, Ấn Độ.